# Аруба на Светском првенству у атлетици на отвореном 2023.
Аруба је учествовала на 19. Светском првенству у атлетици на отвореном 2023. одржаном у Будимпешти од 19. до 27. августа тринаести пут. Репрезентацију Арубе представљао је један такмичар који се такмичио у трци на 800 метара,
На овом првенству такмичар Арубе није освојио ниједну медаљу али је остварио лични рекорд.

## Учесници
Мушкарци: 
- Justice Dreischor — 800 м

## Резултати

### Мушкарци
| Атлетичар         | Дисциплина | Лични рекорд | Квалификације | Квалификације | Плуфинале            | Плуфинале            | Финале               | Финале       | Детаљи |
| Атлетичар         | Дисциплина | Лични рекорд | Резултат      | Место         | Резултат             | Место                | Резултат             | Место        | Детаљи |
| ----------------- | ---------- | ------------ | ------------- | ------------- | -------------------- | -------------------- | -------------------- | ------------ | ------ |
| Justice Dreischor | 800 м      | 1:56,42      | 1:59,56       | 20. у гр. 6   | Није се квалификовао | Није се квалификовао | Није се квалификовао | 59 / 60 (61) |        |